# Schüller
Schüller là một đô thị thuộc huyện Vulkaneifel, bang Rhineland-Palatinate, Đức. Đô thị này có diện tích 4,36 km2, dân số cuối năm 2006 là 347 người.